# Auster (revista académica)
Auster es una publicación anual del Centro de Estudios Latinos, unidad de investigación del Instituto de Investigaciones en Humanidades y Ciencias Sociales perteneciente a la Facultad de Humanidades y Ciencias de la Educación de la Universidad Nacional de La Plata y al Consejo Nacional de Investigaciones Científicas y Técnicas (CONICET).
Publica artículos originales, reseñas bibliográficas y crónicas en las áreas de: filología clásica, en especial filología latina; literatura grecolatina, latinidad medieval, cultura clásica, historia antigua (en relación con Roma), tradición clásica, teoría literaria y literaturas comparadas (en relación con la literatura latina). 
Está dirigida a estudiosos de la cultura latina, sus antecedentes y proyecciones y, en general, a los investigadores interesados en cultura antigua y medieval. Se publica bajo la modalidad de acceso abierto.

## Enfoque y alcance
Aspira a ser un órgano regular de difusión para las investigaciones que se llevan a cabo en el Centro de Estudios Latinos, como así también para estudios de interés −incluidas áreas científicas concomitantes− cuya publicación resulte un aporte al conocimiento del Mundo Antiguo y de la Latinidad. 
El Proyecto Editorial del C.E.L. que así se materializa representa el cumplimiento de nuestro labor improbus por abrir espacios para la exposición y difusión de tareas científicas en lengua castellana [...] Aquí afrontamos nullos fugiendo labores, nuevas formas de lucha que nos hacen estudiar el pasado para asistir nuestro presente, desde una institución en la que se sabe aprender y se aprende a saber" Lía Galán (directora), "Palabras Liminares" (Auster 1, 1996, 11).

## Indización
Se encuentra indizada en  Dialnet y DOAJ (Directory of Open Access Journals).  También está incluida en LATINDEX (Sistema Regional de Información en Línea para Revistas Científicas de América Latina, el Caribe, España y Portugal), en el Índice de revistas en consolidación AmeliCA, SHERPA/RoMEO, Emerging Sources Citation, CAPES-Qualis (Clas. B3, 2017/2018),  Erih Plus (European Reference Index for Humanities and Social Sciences), Ulrich's Periodicals Directory, Francis-INIST, L'Année Philologique, REDIB (Red Iberoamericana de Innovación y Conocimiento Científico), OAJI (Open Academic Journals Index), Master Journal List Clarivate Analytics, RevistALAS, Biblioteca Virtual CLACSO y Red Latinoamericana de Revistas Académicas en Ciencias Sociales y Humanidades.